# Statendam (navire, 1957)
Pour l’article homonyme, voir Statendam.
Le Statendam est un paquebot construit en 1956 aux chantiers navals Wilton Feyenoord de Schiedam pour la Holland America Line. Il est lancé le 12 juin 1956 et mis en service le 6 février 1957. Redirigé vers le marché de la croisière dès 1966, il continuer de naviguer pour la Holland America Line et sa filiale, la Holland America Cruises, jusqu’à sa vente à la compagnie Regency Cruises en 1986. Devenu Regent Star, il est reconstruit à Perama où il est reconstruit et remotorisé avec les machines du porte-conteneurs Margaret Johnson. Endommagé par un incendie le 22 juillet 1995 puis désarmé en baie d’Eleusis à la suite de la faillite de Regency Cruises, il est vendu à la casse en 2004 et détruit à Alang sous le nom de Harmony I.

## Histoire
Le Statendam est un paquebot construit en 1956 aux chantiers navals Wilton Feyenoord de Schiedam pour la Holland America Line. Il est lancé le 12 juin 1956 et mis en service le 6 février 1957.
À partir de 1966, il commence à effectuer quelques croisières avant d’être définitivement placé sur ce marché dès 1973 en effectuant des croisières aux États-Unis sous le pavillon des Antilles néerlandaises.
En 1981, il est transféré à la flotte de la Holland America Cruises avant d’être vendu à la compagnie Paquet Cruises en octobre 1982 et est renommé Rhapsody.
Le 28 mars 1984, il s’échoue à la sortie de George Town. Il n’est renfloué que le 15 juin 1984 et remorqué jusqu’à Galveston où il est réparé. Il est remis en service en septembre 1984 sous pavillon bahaméen.
En mai 1986, il est vendu à la compagnie Regency Cruises qui le rebaptise Regent Star et l’envoie à Perama où il est reconstruit. Il est également remotorisé avec les machines du porte-conteneurs Margaret Johnson appartenant à la même compagnie dont le projet de conversion en navire de croisière a été abandonné.
En juillet 1987, le Regent Star est remis en service. Le 22 juillet 1995, alors qu’il navigue au large de Valdez, la rupture d’une conduite de carburant déclenche un incendie dans sa salle des machines. Les passagers sont évacués et récupérés par le Rotterdam.

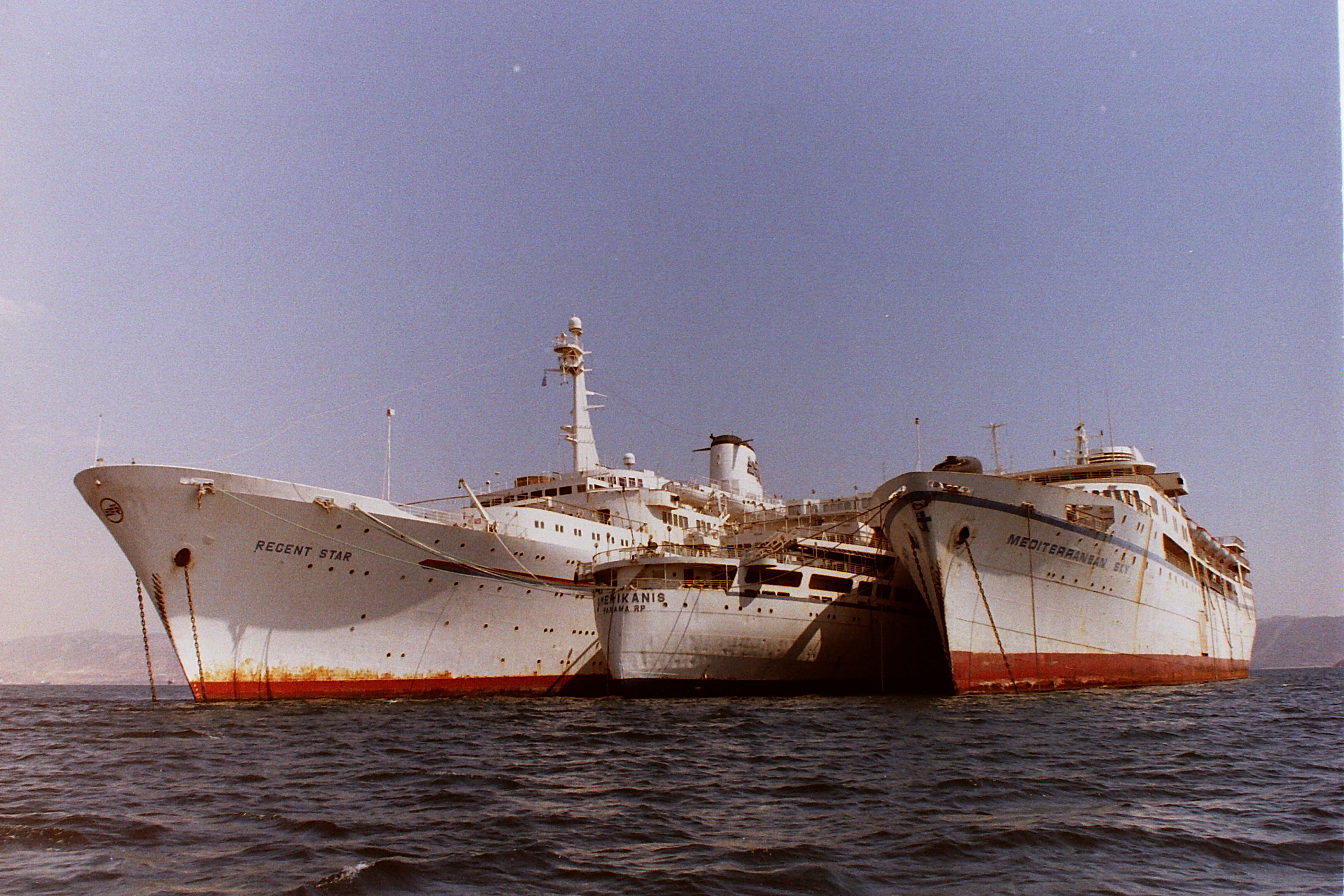
Le Regent Star (à gauche) désarmé à Eleusis en 2000 en compagnie de l’Amerikanis et du Mediterranean Sky.

En octobre 1995, Regency Cruises fait faillite. Le Regent Star est alors désarmé dans la baie d’Eleusis dès le mois suivant, puis saisi par les créanciers de la compagnie, CIT Financiers.
En octobre 1996, la compagnie Royal Venture Cruise Lines essaye de l’affrété, mais le projet échoue à cause de la vente du navire à la compagnie Perosea Shipping, mais celui-ci reste désarmé à Perama jusqu’en mars 2004, il est vendu à un chantier de démolition navale indien et renommé Harmony I. Il quitte la baie d'Eleusis pour Alang le 14 mars 2004, puis est détruit.